# Ines Köhler-Zülch
Ines Köhler-Zülch (* 10. Juni 1941 in Magdeburg; † 24. April 2019 in Göttingen) war eine deutsche Erzählforscherin, die unter anderem an der Enzyklopädie des Märchens mitgearbeitet hat.

## Leben
Ines Köhler-Zülch studierte Slawistik, Germanistik und Romanistik an den Universitäten Marburg und Hamburg. Sie wurde im Jahr 1972 promoviert. Von 1974 bis 2006 war Köhler-Zülch wissenschaftliche Mitarbeiterin und Mitherausgeberin der Enzyklopädie des Märchens. Ihre Forschungsschwerpunkte waren die Märchen aus Südosteuropa, besonders aus Bulgarien, Volkssagen und deren Vergegenwärtigung in der heutigen Zeit, die Walpurgisnacht-Tradition, Gender- und Minderheitenforschung.
Ines Köhler-Zülch war an der Gründung der über lange Zeit von ihrem Mann Tilman Zülch geleiteten Gesellschaft für bedrohte Völker beteiligt und gründete deren Regionalgruppe in Göttingen. Sie nahm zahllose Verfolgte und Mitstreiter für die Durchsetzung der Rechte ethnischer und religiöser Minderheiten in ihr Haus auf: „Kurden oder assyrisch-aramäische Christen aus dem Nahen Osten, Sinti und Roma, indigene Delegierte aus Süd- und Nordamerika, Aeta aus den Philippinen, Kriegsflüchtlinge aus Bosnien und viele mehr“.

## Schriften
- Der neubulgarische Alexanderroman. Untersuchungen zur Textgeschichte und Verbreitung. Amsterdam 1973.
- Prinos kum istorijata na folkloristikata na XIX v. (Beitrag zur Geschichte der Folkloristik im 19. Jahrhundert). In: Folklor 15. Dokladi Vtori mezdunaroden kongres po bulgaristika. Sofia 1988, S. 32–40.
- mit Christine Shojaei Kawan: Schneewittchen hat viele Schwestern. Frauengestalten in europäischen Märchen. Beispiele und Kommentare. Mohn, Gütersloh 1988.
- Die Hexenkarriere eines Berges: Brocken alias Blocksberg. Ein Beitrag zur Sagen-, Hexen- und Reiseliteratur. In: Narodna umjetnost 30, 1993, S. 47–81.
- mit Christiane Hauschild und Anja Schleef: Enzyklopädie des Märchens. Russisch-deutsche Stichwortliste für die Bände 1–6. de Gruyter, Berlin 1994.
- Zum Puppenspiel: „Der Gestiefelte Kater“ auf der Bühne sächsischer Wandermarionettentheater. In: Ursula Brunold-Bigler, Hermann Bausinger (Hg.): Hören Sagen Lesen Lernen Bausteine zu einer Geschichte der kommunikativen Kultur. Festschrift für Rudolf Schenda zum 65. Geburtstag. Lang, Bern 1995, ISBN 3-906755-00-2, S. 359–393.
- Hexenphänomene und Tourismus. Souvenir – Sage – Brauch. In: Leander Petzoldt, Siegfried de Rachewiltz, Petra Streng (Hg.): Das Bild der Welt in der Volkserzählung. Lang, Frankfurt am Main 1995, ISBN 3-631-44136-3, S. 275–319.
- Die Figur des Zigeuners in deutschsprachigen Sagensammlungen. In: Wilhelm Solms, Daniel Strauß (Hg.): „Zigeunerbilder“ in der deutschsprachigen Literatur. Dokumentations- und Kulturzentrum Deutscher Sinti und Roma, Heidelberg 1995, S. 11–46.
- Aspekte der Wiederbelebung in Volkserzählungen: Märchen, Legenden, alte und moderne Sagen. In: Susanne Hahn (Hg.): „Und der Tod wird nicht mehr sein…“. Medizin- und kulturhistorische, ethische, juristische und psychologische Aspekte der Wiederbelebung. Steinkopff, Darmstadt 1997, ISBN 3-7985-1088-1, S. 19–29.
- Der Diskurs über den Ton. Zur Präsentation von Märchen und Sagen in Sammlungen des 19. Jahrhunderts. In: Christoph Schmitt (Hg.): Homo narrans. Studien zur populären Erzählkultur. Festschrift für Siegfried Neumann zum 65. Geburtstag. Waxmann, Münster 1999, ISBN 3-89325-767-5, S. 25–50.
- Frauen und Märchenforschung. Zu geschlechtsspezifischen Aspekten in der Folkloristik. In: Doris Ruhe (Hg.): Geschlechterdifferenz. Texte, Theorien, Positionen. Königshausen und Neumann Würzburg 2000, ISBN 3-8260-1866-4, S. 101–120.
- Mezdu folklora i literaturata. Za politiceskata recepcija na Aleksandrijata prez Vazrazdaneto. In: V pamet na Petar Dinekov. Tradicija, priemnost, novatorstvo. (Zwischen Folklore und Literatur. Zur politischen Rezeption des Alexanderromans in der Zeit der nationalen Wiedergeburt.) Sofia 2001, S. 414–425.
- Zur imperativen Verwünschung im Märchen. In: Barbara Gobrecht, Harlinda Lox, Thomas Bücksteeg (Hg.): Der Wunsch im Märchen. Heimat und Fremde im Märchen. Diederichs, Kreuzlingen 2003, ISBN 3-7205-2468-X, S. 26–41.